# The Italian Tenors
The Italian Tenors sind ein italienisches Vokalensemble, bestehen aus den drei Opernsängern Mirko Provini, Sabino Gaita und Evans Tonon.

## Biografie
Gegründet wurde das Trio von dem ehemaligen Warner- und Polydor-Manager Götz Kiso in Deutschland. The Italian Tenors veröffentlichten ihr Debütalbum That’s Amore beim Label KOCH Universal Music im Mai 2012. Es wurde im November 2011 in Turin, Italien von René Möckel produziert. Darauf sind bekannte italienische Popsongs und Canzoni auf eigene Art in italienischer und englischer Sprache interpretiert.
The Italian Tenors haben mit der chinesischen Sopranistin und Grammy-Gewinnerin Jia Ruhan zwei Duette für deren Album Smile aufgenommen. Die Maxi Media GmbH, eine deutsche Musik- und TV-Produktionsfirma mit Sitz in Köln, ist für das Management verantwortlich.

## Mitglieder
- Sabino Gaita (* am 24. April 1977 in Mailand, Italien)
  - Tenor und Komponist
  - studierte Musik am Konservatorium in Mailand
  - spielt Saxophon, Klarinette und Klavier
  - lebt in Turin, Italien

- Mirko Provini (* am 27. März 1985 in Cremenaga, Italien)
  - studierte Musik am Mailänder Konservatorium
  - hat ein Diplom in Soziologie.

- Evans Tonon (* am 9. Oktober 1970 in Turin, Italien) 
  - Bariton
  - studierte Musik in London und Rom
  - ist gelernter Schauspieler und Sprecher.

## Diskografie

### Alben
- 2012: That’s Amore
- 2014: Viva la vita